# Adam Neff
Adam Neff (* 30. Mai 2001 in Bradenton, Florida) ist ein US-amerikanischer Tennisspieler.

## Karriere
Neff spielte bis 2019 auf der ITF Junior Tour. Dort konnte er mit Rang 116 seine höchste Notierung in der Jugend-Rangliste erreichen. Seine einzigen Teilnahmen bei einem Grand-Slam-Turnier gelangen ihm 2016 und 2018, als er die ersten bzw. zweite Runde erreichte. Bei den Turnieren in Salinas und College Park gewann er zudem bei einem Turnier der zweithöchsten Kategorie jeweils den Doppeltitel.
2020 begann er ein Studium an der Southern Methodist University, wo er auch College Tennis spielte.
2018 spielte Neff sein erstes Profiturnier auf der ITF Future Tour, bei dem er zum Auftakt verlor. 2022 erhielt er von den Turnierverantwortlichen der Dallas Open eine Wildcard für die Doppelkonkurrenz. Dort unterlag er an der Seite von Ivan Thamma knapp im Match-Tie-Break gegen Sam Querrey und Jackson Withrow. In der Tennisweltrangliste konnte er sich noch nicht platzieren.